# 吉他博物館
吉他博物館（英語：Guitars – the Museum）是一座位於瑞典西博滕省于默奧市，專門收藏電吉他的樂器博物館。博物館建築物座落於原先屬於Vasaskolan學校的磚造校舍內。建築物內還有搖滾俱樂部、餐廳、音樂商店及唱片小舖。博物館選於2014年1月底開幕，與于默奧市成為2014年的歐洲文化之都相呼應。
博物館由音樂商店：「4Sound」，以及搖滾俱樂部：「Scharinska」（即使該俱樂部從Scharinska villan搬到Vasaskolan後，仍然保留原名）之幕後合夥人們參與共同營運，這些人同時也是吉他博物館的投資者。于默奧市政府也提供對博物館事業的館舍裝修及房舍編配支援，並資助從2014年到2015年間達2400萬瑞典克朗的年度資金。

## 藏品
博物館內的主要藏品為1950年代至1960年代的電吉他，也有小量的電子貝斯吉他、放大器及歷史上與電吉他相關的週邊用具。這些藏品原由Mikael與Samuel Åhdén兩兄弟在1970年代所收藏。然而，這些收藏在博物館開幕前，均不對外公開展示。
藏品中較為特別的有：1950年芬達樂器公司的Fender Telecaster、1958年吉普森吉他公司的吉普森飛行者 V及1960年的萊斯·保羅所設計的電吉他。由於博物館收藏超過五百把吉他，因此吸引國際的目光，同時也是世界上最豐富的吉他收藏場所。
此外，除了博物館本身的收藏品外，館內還開闢一個臨時展場：為了標示博物館的開幕，展出名為「于默奧 - 歐洲核心之都 1989-2000」（Umeå - The European capital of hardcore 1989-2000）的西博滕群眾運動檔案。

## 外部連結
- （英文）Guitars – the Museum（页面存档备份，存于）
- （英文）The Guitarist, October 2013: "Building the dream" (pdf)（页面存档备份，存于）
- （瑞典文）Umea.se: "Den hemliga gitarrsamlingen"